# Igor Lapshin
Igor Lapshin (Minsk, Bielorrusia, 8 de agosto de 1963) es un atleta soviético retirado, especializado en la prueba de triple salto en la que llegó a ser subcampeón olímpico en 1988.

## Carrera deportiva
En los JJ. OO. de Seúl 1988 ganó la medalla de plata en el triple salto, con un salto de 17.52 metros, quedando en el podio tras el búlgaro Khristo Markov (oro con 17.60 m) y por delante de su compatriota el también soviético Aleksandr Kovalenko.